# Loison (rivière)
Pour les articles homonymes, voir Loison (homonymie).
Le Loison est une rivière française du département de la Meuse et un affluent de la Chiers faisant donc partie du bassin versant de la Meuse. Longue de 52,8 km, elle prend sa source à Loison et conflue avec la Chiers en rive gauche à l'ouest de Montmédy.

## Départements et localités traversées
Département de la Meuse :

### Canton de Spincourt
- Loison
- Billy-sous-Mangiennes
- Mangiennes
- Villers-lès-Mangiennes
- Merles-sur-Loison

### Canton de Montmédy
- Dombras
- Delut
- Vittarville
- Jametz
- Remoiville
- Louppy-sur-Loison
- Juvigny-sur-Loison
- Han-lès-Juvigny
- Quincy-Landzécourt

## Principaux affluents
- l'Azanne, rive gauche, 13 kilomètres,
- la Brévonte, rive gauche, 12 kilomètres,
- la Thinte, rive gauche, 17 kilomètres, qui arrose Damvillers,
- la Remoiville, rive gauche, 10 kilomètres.

## Hydrologie

### À la station de Han-lès-Juvigny
Le débit du Loison a été observé durant une période de 40 ans (1969-2008), à Han-lès-Juvigny, petite localité du département de la Meuse, située peu avant son confluent avec la Chiers. La surface étudiée y est de 348 km2, soit 97 % du bassin versant total de la rivière qui en compte 359.
Le module de la rivière à Han-lès-Juvigny est de 3,88 m3/s.
Le Loison présente des fluctuations saisonnières de débit assez marquées, comme c'est souvent le cas dans l'est de la France. Les hautes eaux se déroulent en hiver et se caractérisent par des débits mensuels moyens oscillant entre 6,55 et 8,45 m3/s, de décembre à mars inclus (avec un maximum en janvier et surtout février). Dès fin mars le débit moyen baisse rapidement tout au long du printemps pour atteindre la période des basses eaux. Celles-ci, assez prolongées, ont lieu en été et au début de l'automne, de début juin à la mi-octobre, entraînant une baisse du débit moyen mensuel allant jusqu'à 0,694 m3/s au mois de septembre. Mais les fluctuations peuvent être plus considérables sur de plus courtes périodes.
Aux étiages, le VCN3 peut chuter jusque 0,14 m3/s, soit 140 litres par seconde, ce qui peut être qualifié de relativement sévère, mais est normal comparé aux débits d'étiage d'autres rivières de l'est du pays, comme l'Orne par exemple (VCN3 de 0,56 m3/s, pour un bassin de 1 268 km2 et un module de 12,4 m3).
Les crues peuvent être importantes. Les QIX 2 et QIX 5 valent respectivement 53 et 74 m3/s. Le QIX 10 est de 87 m3/s, le QIX 20 de 100 m3/s et le QIX 50 de 120 m3/s. Ces valeurs de crue sont près du double de celles de la Bar, rivière assez proche située plus à l'ouest, affluent de la Meuse, et dont la surface de bassin comme la valeur du module sont assez voisins. On remarque ainsi que l'importance des crues à cette latitude a tendance à s'accroître d'ouest en est jusqu'aux maxima du plateau lorrain.
Le débit instantané maximal enregistré à Han-lès-Juvigny a été de 111 m3/s le 27 mai 1983, tandis que la valeur journalière maximale était de 101 m3/s le même jour. Si l'on compare la première de ces valeurs à l'échelle des différents QIX de la rivière, l'on constate que cette crue était intermédiaire entre les crues vicennale et cinquantennale définies par les QIX 20 et QIX 50, et donc pas tellement exceptionnelle, car destinée statistiquement à se répéter tous les quarante ans environ.
Le Loison est une rivière relativement abondante, assez bien alimentée par les précipitations de son bassin. La lame d'eau écoulée dans son bassin versant est de 348 millimètres annuellement, ce qui est un peu supérieur à la moyenne d'ensemble de la France tous bassins confondus, mais normal à modéré comparé aux divers cours d'eau du bassin de la Meuse, généralement bien fournis. Sa lame d'eau est nettement inférieure à la moyenne du bassin français de la Meuse observé à Chooz, près de sa sortie du territoire français (450 millimètres). Le débit spécifique (ou Qsp) atteint de ce fait le chiffre de 11,0 litres par seconde et par kilomètre carré de bassin.

### Au confluent avec la Chiers
Le module de la rivière au confluent de la Chiers, observé durant 20 ans (1970-1990), vaut 3,98 m3/s pour un bassin versant de 356,9 km2. La lame d'eau écoulée dans le bassin est de 352 millimètres, ce qui est moyennement élevé, un peu supérieur à celle de la moyenne de la France, tous bassins confondus, mais faible comparé aux divers cours d'eau du bassin de la Meuse, généralement très abondants. Ainsi sa lame d'eau est nettement inférieure à la moyenne du bassin français de la Moselle (445 millimètres à Hauconcourt), ainsi que de la Meuse à Chooz, près de sa sortie du territoire français (450 millimètres), et de la Chiers (419 millimètres à Carignan).
Le débit spécifique (ou Qsp) du Loison en fin de parcours se monte donc à 11,16 litres par seconde et par kilomètre carré.

## Pêche - Ichtyofaune
Comme dans les autres rivières de la région, on y trouve des brochets, des perches, des carpes, des tanches, des truites, des poissons blancs.